# Aderbal Magno Caminada Sabrá
Aderbal Magno Caminada Sabrá (Niterói, 13 de outubro de 1941) é um médico brasileiro.
Foi eleito membro da Academia Nacional de Medicina em 1999, ocupando a cadeira 52, que tem como patrono Paulo de Figueiredo Parreiras Horta.